# دانیلو دی وینچنزو
دانیلو دی وینچنزو (انگلیسی: Danilo Di Vincenzo; ۱۸ آوریل ۱۹۶۸ – ۱۰ دسامبر ۱۹۹۶) بازیکن فوتبال اهل ایتالیا بود.